# Джамматтеи, Алехандро
Алехандро Эдуардо Джамматтеи Фалья (исп. Alejandro Eduardo Giammattei Falla; род. 9 марта 1956, Гватемала, Гватемала) — гватемальский политик. Президент Гватемалы (2020—2024). Директор Пенитенциарной системы Гватемалы (2006—2008), генеральный секретарь партии «Вперёд».

## Биография
Алехандро Джамматтеи родился 9 марта 1956 года в столице городе Гватемала. Учился в частном лицее Гватемала. С 1980 года изучал медицину в Университете Сан-Карлос.
В 1982—1986 годах работал консультантом Панамериканской организации здравоохранения при Организации американских государств, аффилированной со Всемирной организацией здравоохранения. В 1986—1990 годах служил при муниципальной пожарной охране Гватемалы, а также был директором организации городского общественного транспорта муниципалитета Гватемалы. После 1990 года был назначен генеральным директором муниципальной водопроводной компании.

## Политическая деятельность
Начал свою политическую жизнь, участвуя в избирательной деятельности на выборах 1985, 1988 и 1990 годов в качестве генерального координатора избирательных процессов, занимая различные должности. Получил признание как на национальном, так и на международном уровнях благодаря бывшему вице-президенту Артуро Эрбрюгеру. С 2000 года работал консультантом нескольких компаний и частных служб, когда также стал владельцем нескольких предприятий.
В 2006 году был назначен директором гватемальской пенитенциарной системы, в которой служил до 2008 года. После вступления в должность у него было несколько конфликтов и обвинений, в результате чего он ненадолго попал в тюрьму.
Четыре раза баллотировался на президентских выборах: 2007, 2011, 2015 и 2019 годов. На выборах 2007 года был кандидатом от Великого национального альянса (GANA), когда занял 3-е место, получив 17,23 % голосов. На следующих выборах 2011 года был кандидатом от партии Центр социального действия, но из-за ряда проблем потерпел сокрушительное поражение, набрав лишь 1,04 % голосов, при этом партия потеряла все свои парламентские места. На выборах 2015 года участвовал в выборах от партии «Сила» и получил 6,53 % голосов, закончив 4-м из 14 кандидатов.
В 2017 году основал партию «Вперёд», от которой баллотировался на президентских выборах 2019 года. После первого тура набрал 13,95 % голосов и вышел во 2-й тур выборов.
11 августа 2019 года победил во втором туре с результатом 57,9 %, его соперница социал-демократка Сандра Торрес признала поражение.

## Личная жизнь
Алехандро Джамматтеи женился на Розане Касерес 11 февраля 1989 года, и у них трое детей: Марсела, Эстефано и Алехандро Джамматтеи. Алехандро и Розана были разведены к тому времени, когда Алехандро начал свою президентскую кампанию в 2019 году. В результате развода Марсела стала первой леди Гватемалы.
Алехандро Джамматтеи цитировал Махатму Ганди в качестве своего самого любимого человека в мире.
Джамматтеи страдает рассеянным склерозом и использует костыли, чтобы ходить.